# Smygaren
"Smygaren", är en serievåldtäktsman främst verksam i Göteborg på 1990-talet. I juni 2007 greps en man misstänkt för att vara smygaren. Han anhölls för fem grova våldtäkter och två våldtäktsförsök. Den misstänkte gärningsmannen kunde knytas till minst en av brottsplatserna via DNA-bevisning och har även dömts för våldtäkt i Norge.
I november 2008 dömdes mannen till sluten psykiatrisk vård i Göteborgs tingsrätt för fyra fall av grov våldtäkt och ett våldtäktsförsök. I december 2008 vann domen laga kraft efter att den dömde valt att inte överklaga domen.
Benämningen "Smygaren" kommer av att mannen klättrade in genom fönster som lämnats öppna för att komma åt sina offer. Smygaren hade för vana att sätta sig grensle över sina offer som låg och sov i sin säng och hålla en knivsegg mot offrens hals för att de inte skulle göra motstånd.

## Tidigare domar
- 2000: Olaga hot. Dom: Rättspsykiatrisk vård.
- 2002: Olaga hot. Dom: En månads fängelse.
- 2003: Våldtäkt, olaga hot, narkotikabrott i Norge. Tre års fängelse.
- 2007: Narkotikabrott. Ett års fängelse.
- 2008: Ringa narkotikabrott. Straffet ryms i ovanstående dom.